# Grapefruit
Grapefruit (グレープフルーツ?) es el primer álbum de la cantante y seiyū japonesa Maaya Sakamoto.

## Detalles
El primer álbum de Maaya Sakamoto, lanzado el 23 de abril de 1997 bajo el sello Victor Entertainment Japan. Fue lanzado un año después de que se lanzó el primer sencillo de Sakamoto, "Yakusoku wa Iranai", opening del anime La visión de Escaflowne. Este es también el único sencillo promocional con que contó el álbum. Varias canciones incluidas en el disco formaron parte de la banda sonora de esta serie de anime, y también fue incluida una versión en inglés de la canción "Tomodachi", b-side del primer sencillo, bajo el nombre de "MY BEST FRIEND". 
El disco incluye los primeras temas donde Sakamoto incursionó por primera vez en la escritura de canciones; estas son "Feel Myself", "Migi Hoppe no Hikibi" y "Orenji-iro to Yubikiri". Todo el disco fue producido por Yōko Kanno, que también forma parte en la composición y arreglo de todos los temas.

## Lista de canciones
1. Feel Myself
2. I and I
3. Grapefruit (グレープフルー?)
4. Migi Hoppe no Hikibi (右ほっぺのニキビ?)
5. Pocket wo Kara ni Shite (ポケットを空にして?)
6. Orenji-iro to Yubikiri (オレンジ色とゆびきり?)
7. Aoi Hitomi (REMIX) (青い瞳（REMIX）?)
8. Yakusoku wa Iranai (約束はいらない?)
9. MY BEST FRIEND
10. Kaze ga Fuku Hi (Ma-aya Version) (風が吹く日（Ma-aya Version）?)
11. Sono Mama de Ii 'n da (そのままでいいんだ?)

## Tie-up
- Yakusoku wa Iranai - TV Tokyo Anime "Tenkū no Escaflowne" Opening Theme
- Aoi Hitomi - TV Tokyo Anime "Tenkū no Escaflowne" Image Song
- Pocket wo Kara ni Shite - TV Tokyo Anime "Tenkū no Escaflowne" Image Song
- Kaze ga Fuku Hi - TV Tokyo Anime "Tenkū no Escaflowne" Image Song
- MY BEST FRIEND - TV Tokyo Anime "Tenkū no Escaflowne" Insert Song

- Datos: Q907581